# 腹痛
腹痛（abdominal pain）俗稱“肚子疼”、“肚子痛”（stomach ache），泛指腹部及其周圍部分的疼痛症狀，常見的病因包括腸胃炎、大腸激躁症。約有10% 的人可能是因更緊急的原因引起，例如闌尾炎、腹主動脈瘤破裂、憩室炎，或異位妊娠。三分之一的病患原因則未明。

## 鑑別診斷
- 胃腸
  - 發炎：腸胃炎、闌尾炎、胃炎、食道炎、憩室炎、克隆氏症、潰瘍性結腸炎、微小性結腸炎（英语：Microscopic colitis）
  - 阻塞：疝、腸套疊、腸扭結、手術後沾黏、腫瘤、嚴重便秘、痔
  - 血管：栓塞、血栓形成、出血、鐮刀型紅血球疾病、腹絞痛、血管壓縮（例如腹腔動脈壓迫綜合症）、體位性心動過速綜合症（英语：Postural orthostatic tachycardia syndrome）、腸系膜上動脈綜合症（英语：Superior mesenteric artery syndrome）
  - 消化：胃及十二指腸潰瘍、乳糖不耐症、乳糜瀉、食物過敏
- 肝膽
  - 發炎：膽囊炎、膽管炎
  - 阻塞：膽石症、腫瘤
- 腹壁
  - 运动相关短暂性腹痛（ETAP）

## 备注
1. ↑  英语 stomach 除了指脏器胃，口语上也泛指腹部；因此在某些语境下，stomach 与 belly，abdomen 同义[1]。